# Palazzo Viviani della Robbia
Il palazzo Viviani della Robbia si trova a Firenze in via Tornabuoni.

## Storia
Sorge sul luogo dove c'erano, fino alla fine del Seicento, case dei Tornabuoni, legate da un fidecommesso. L'ultima erede dei Tornabuoni fu Virginia, moglie del conte Francesco Saracinelli di Orvieto: alla morte della donna gli immobili furono ereditati dai Saracinelli, che li vendettero al senatore Donato Luigi Viviani, auditore, cioè magistrato di Cosimo III, il quale svincolò il fidecommesso. I Viviani aggiunsero al proprio cognome quello dei della Robbia, ricevuto per successione nel 1645.
Il Viviani volle unire queste case in un unico palazzo e l'opera fu progettata dall'architetto Giovan Battista Foggini nel 1695. Sulla cantonata di questo palazzo, in alto, si trova uno stemma della famiglia Viviani in marmi policromi, che rappresentano tre cavalletti azzurri e d'argento in campo d'oro.
In questo palazzo ebbero la residenza Niccolò Gaetano Viviani, amico dei Medici, Luigi di Niccolò Viviani, gentiluomo di Camera del re di Napoli Carlo di Borbone, del quale fu ambasciatore a Firenze nel 1752 e che fu anche ministro del re di Spagna, motivo per il quale sulla facciata del palazzo furono apposti stemmi reali.

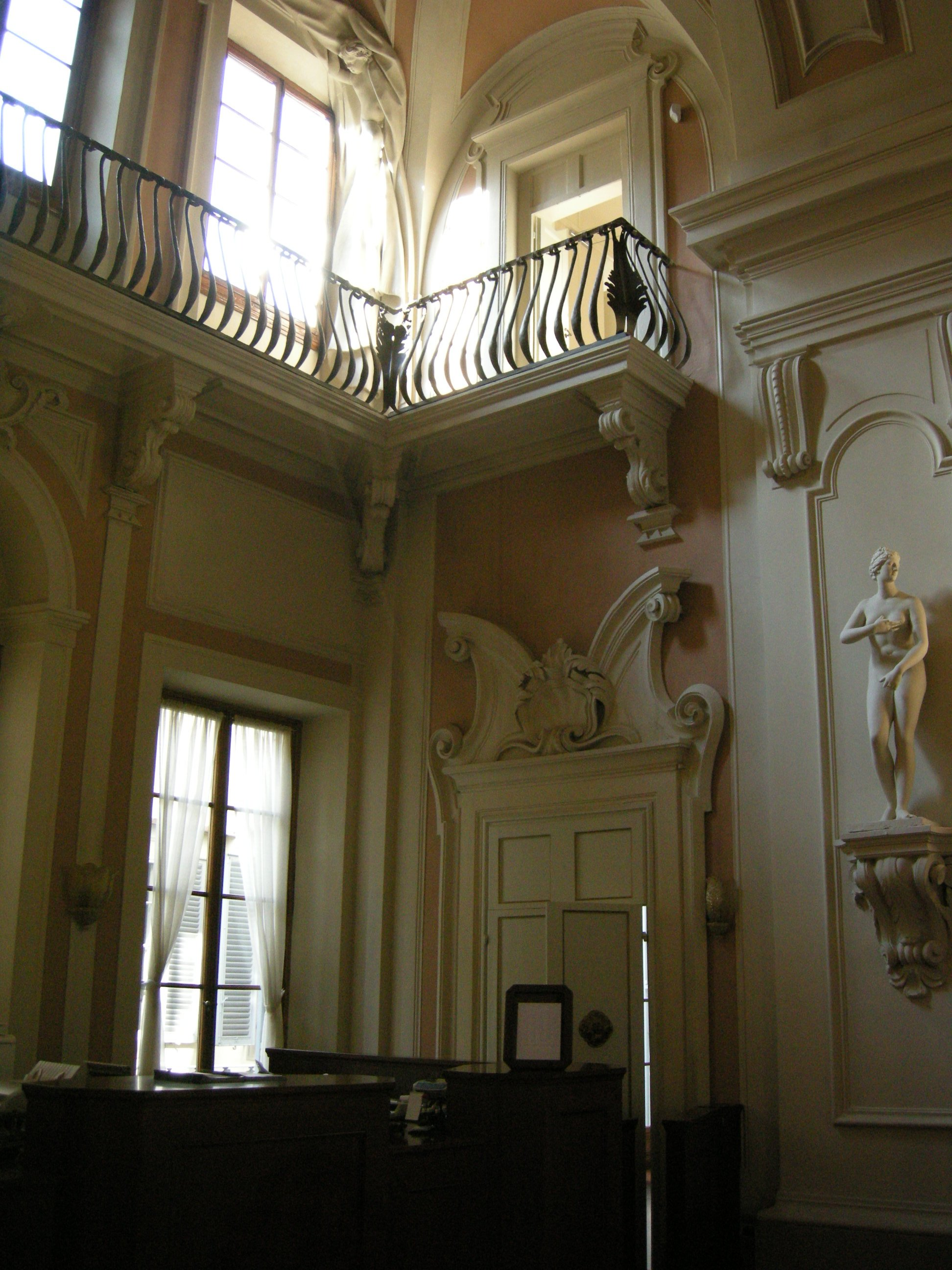
Salone interno

Durante l'occupazione napoleonica il palazzo fu sequestrato e nel 1842 fu affittato ai principi polacchi Poniatowski, figli di Stanisław, per essere poi venduto nel 1880. Tra i vari proprietari ci furono anche i Contini-Bonacossi.
Dalla Metà degli anni 90, all'interno del palazzo si trova la boutique della Maison Fiorentina Roberto Cavalli

## Architettura
Il maestoso prospetto del palazzo è scandito da nove assi organizzati simmetricamente attorno al portone centrale sormontato da balcone con timpano spezzato, sormontato a sua volta da una finestra centrale al secondo piano con timpano a semiarco. Al piano terra caratterizzato da una forte bugnatura si sovrappoingono tre piani gerarchizzati, dove le aperture sono inserite in cornici rettangolari digradanti di ispirazione romana, che movimentano l'insieme. Al piano nobile le finestre sono decorate da timpani alternati, al secondo da cornici in pietra serena e al terzo hanno una semplice forma rettangolare.
Il piano nobile è occupato da un grande salone decorato con stucchi, busti ed affreschi. Anche il grande scalone è ornato da stucchi.